# Bourlete
Bourlete (Borolete) ist ein osttimoresischer Ort im Suco Ulmera (Verwaltungsamt Bazartete, Gemeinde Liquiçá). Er liegt auf einer Meereshöhe von 659 m, auf dem Foho Borolete (661 m), in der Mitte der Aldeia Fatubesilolo. Nur eine unbefestigte Piste verbindet das Dorf mit dem Nachbarort Fatubesilolo.